# Cerkiew św. Paraskewy w Nowicy
Cerkiew św. Paraskewy w Nowicy – greckokatolicka cerkiew w Nowicy. Znajduje się na szlaku architektury drewnianej województwa małopolskiego.

## Historia
Cerkiew została wzniesiona w latach 1842-1843. Po 1927 w jej wnętrzu wykonana została polichromia. Po Akcji „Wisła” była użytkowana jako kościół rzymskokatolicki, nabożeństwa w obrządku bizantyjsko-ukraińskim były spontanicznie odprawiane po 1956, gdy część wysiedlonych Łemków wróciła do Nowicy. W latach 80. XX wieku obiekt na stałe wrócił do rąk grekokatolików.
Syn proboszcza cerkwi w Nowicy Bohdan Ihor Antonycz był poetą.

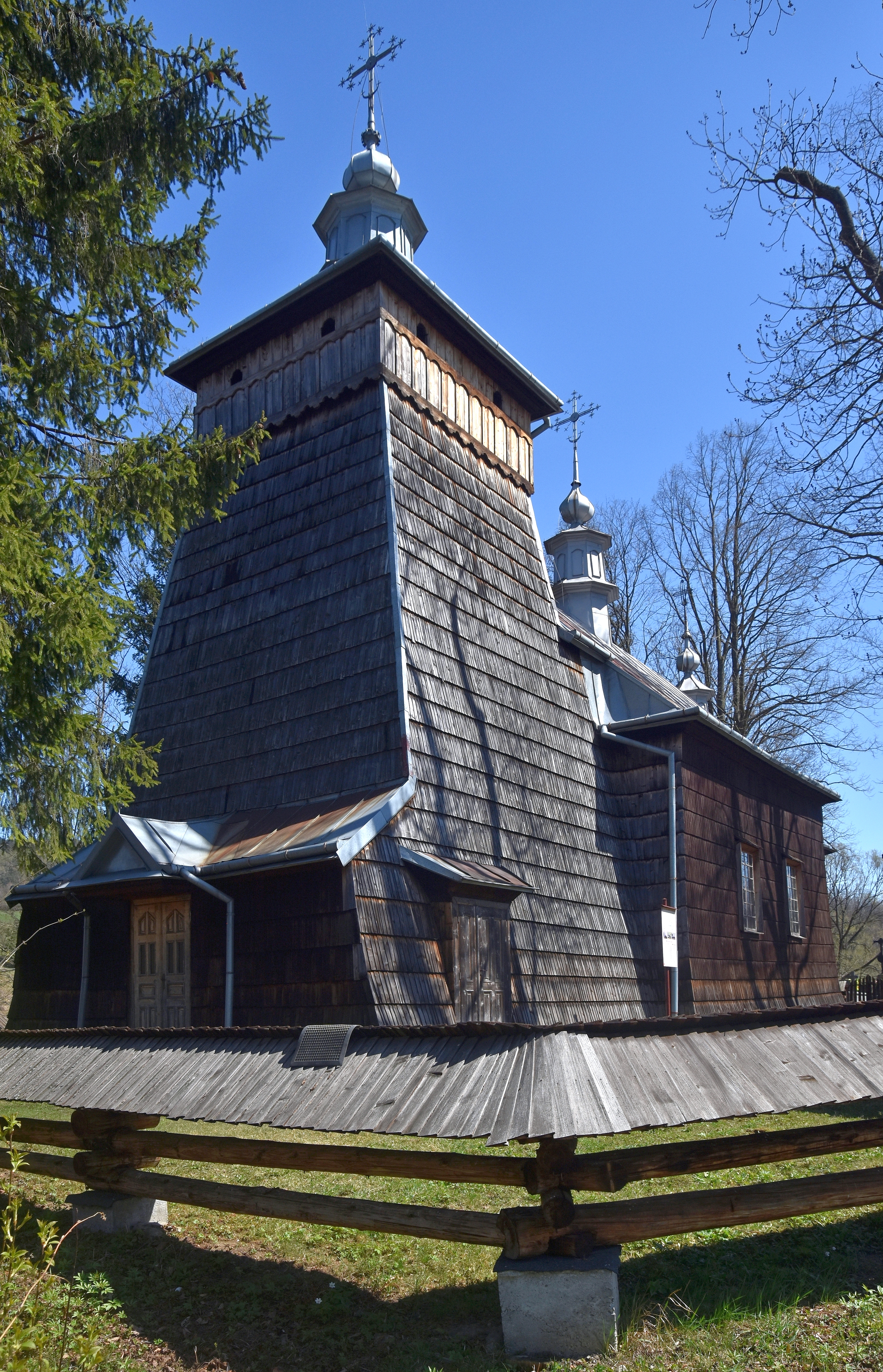
Elewacja frontowa
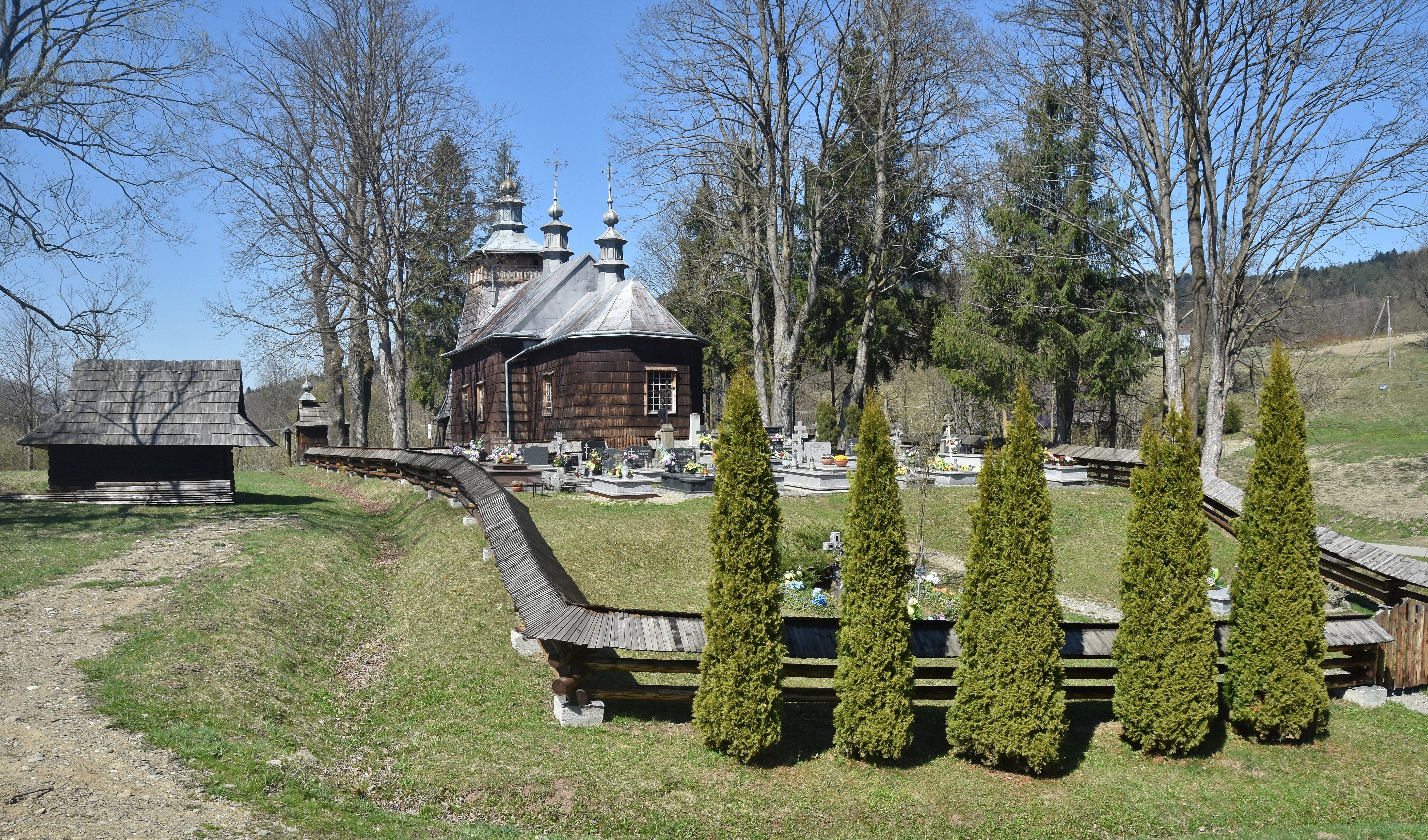
Widok ogólny
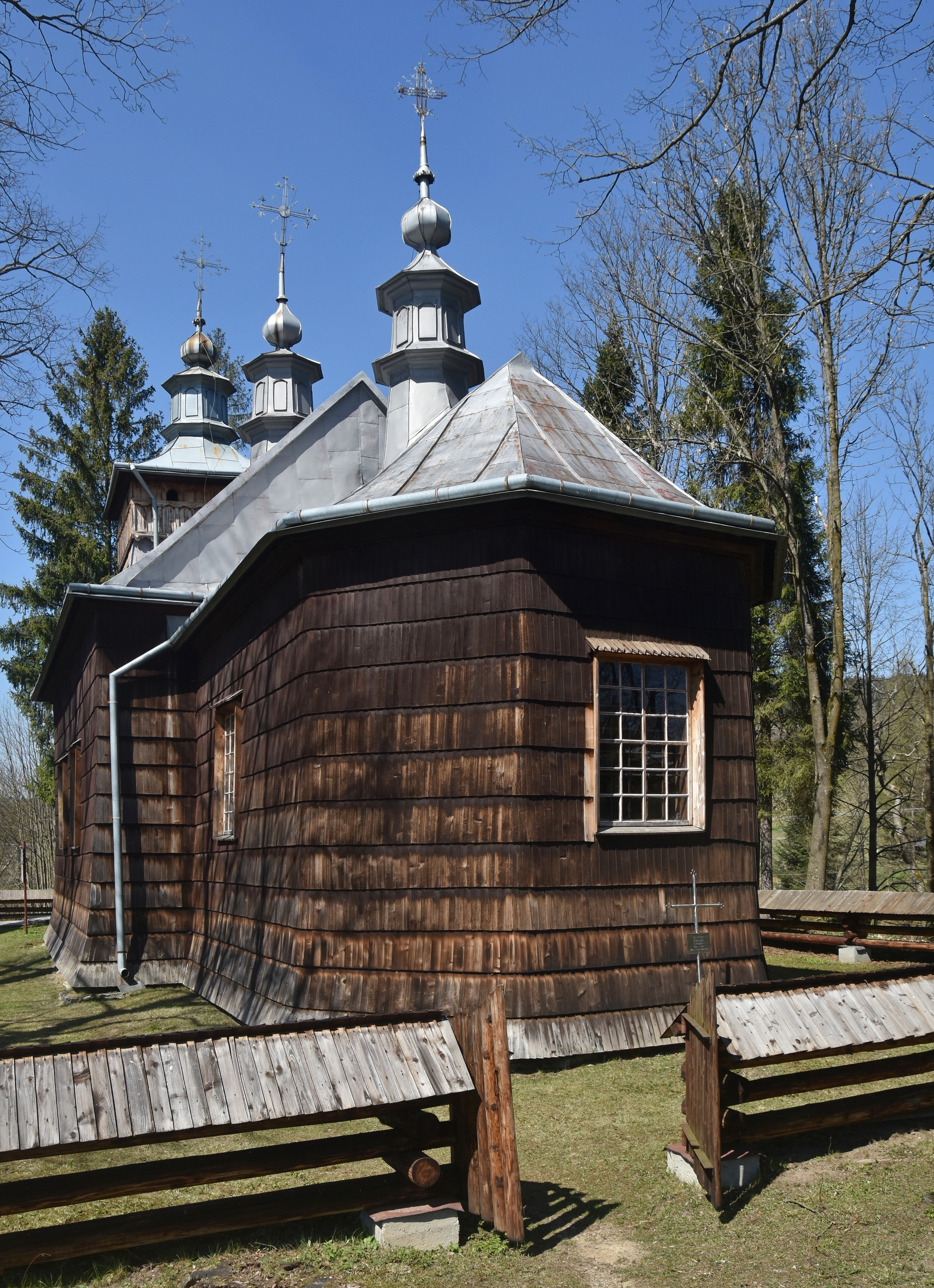
Widok od prezbiterium

## Architektura
Cerkiew w Nowicy reprezentuje schyłkowy typ łemkowski. Jest budynkiem trójdzielnym. Ponad przedsionkiem wznosi się masywna wieża o konstrukcji słupowo-ramowej, zwężająca się ku górze. Całość wieńczy hełm z pseudolatarnią. Podobnie, mniejsze konstrukcje znajdują się ponad nawą i znacznie węższym i niższym od niej prezbiterium. Dachy nad nimi są typu kalenicowego. W odróżnieniu od większości cerkwi łemkowskich, świątynia w Nowicy nie jest orientowana – prezbiterium skierowane jest w stronę południową. We wnętrzu budowli ikonostas z XVIII w. oraz pochodzące z tego samego okresu ołtarze: główny i boczny poświęcony Matce Bożej i św. Janowi Chrzcicielowi.